# Seya
Seya – piąty album malijskiej wokalistki Oumou Sangaré, wydany w 2009 roku.

## Lista utworów
1. Sounsoumba (4:21)
2. Sukunyali (6:01)
3. Kounadya (4:33)
4. Donso (6:09)
5. Wele Wele Wintou (5:18)
6. Senkele Te Sira (4:32)
7. Djigui (4:37)
8. Seya (4:13)
9. Iyo Djeli (6:38)
10. Mogo Kele (5:39)
11. Koroko (4:21)